# Géologie de Pluton
Ne doit pas être confondu avec Géographie de Pluton ou Pluton (géologie).
Pour les articles homonymes, voir Pluton.

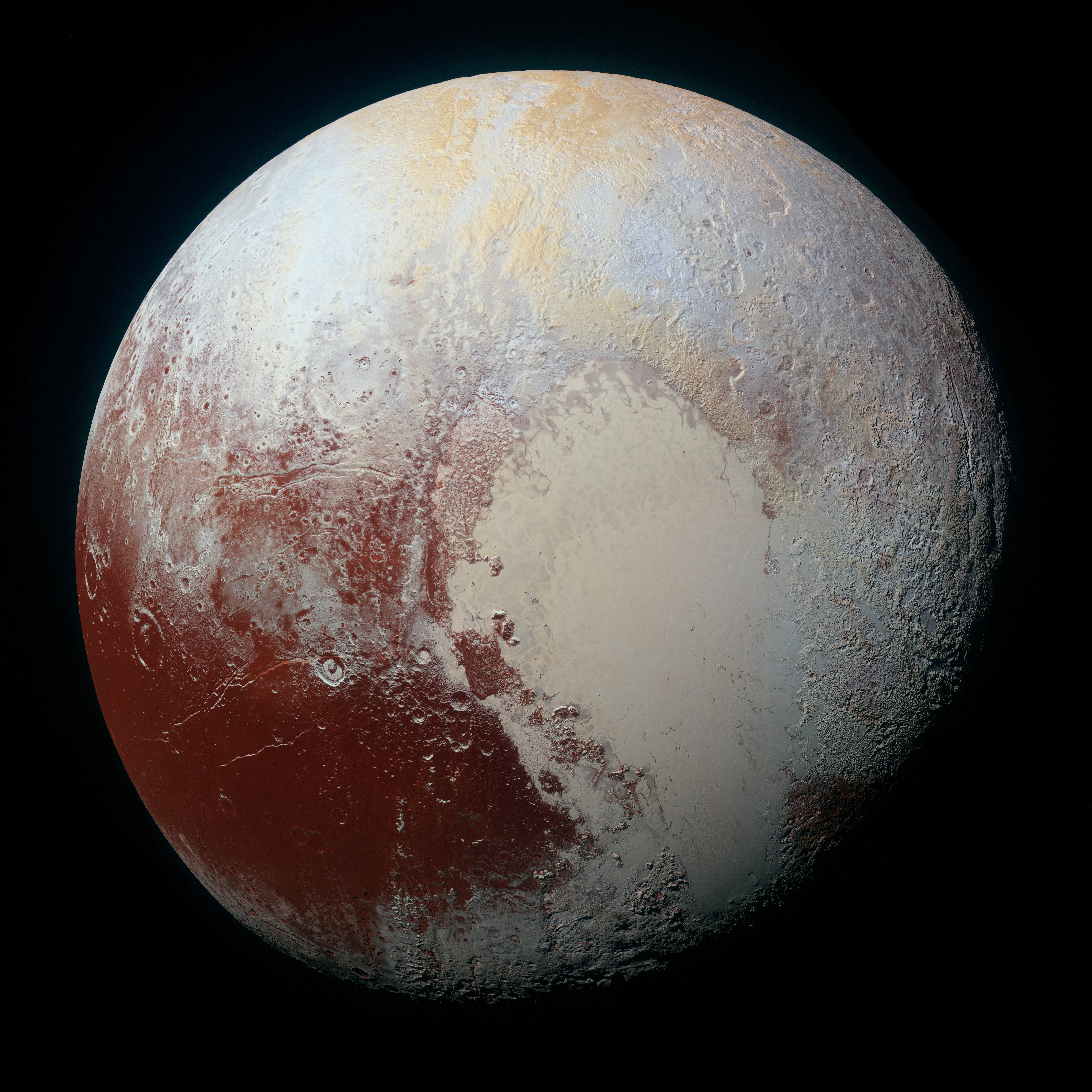
Image en fausses couleurs montrant la complexité géologique de Pluton (prise le 14 juillet 2015 par New Horizons). Selon Alan Stern, Pluton nous montre une diversité de reliefs et une complexité de formations géologiques jamais observées dans l'exploration du système solaire.

La géologie de Pluton inclut les caractéristiques de surface, de la croûte et de l'intérieur de Pluton.

## Surface

Carte réalisée par Hubble.

Mosaïque d'images montrant des terrains variés à la surface de Pluton (cratères, chaînes de montagnes et plaine).

La surface de Pluton est composée à plus de 98 % de glace d'azote, avec des traces de méthane et de monoxyde de carbone. La partie de la planète naine orientée face à Charon contient plus de glace de méthane alors que la face opposée contient plus de glace de monoxyde de carbone et d'azote.
Les cartes de Pluton réalisées par Hubble indiquent que la surface du corps est très variée avec de grandes différences de coloration et de luminosité et des albédos compris entre 0,49 et 0,66. Pluton est un des corps connus les plus contrastés du Système Solaire, autant que Japet. La couleur de surface de la planète naine est similaire à celle de Io mais significativement moins rouge que Mars. New Horizons a montré que la surface de Pluton est très variée, avec des montagnes sombres tels les monts Norgay et des plaines claires comme la plaine Spoutnik.
La surface s'est modifiée entre 1994 et 2003 : la région polaire nord s'est éclaircie et l'hémisphère sud s'est assombri. La coloration rouge de Pluton a également été substantiellement renforcée entre 2000 et 2002. Ces changements sont probablement liés à la condensation et la sublimation saisonnières de son atmosphère, amplifiés par son extrême obiquité et une grande excentricité orbitale.

### Plaines et glaciers

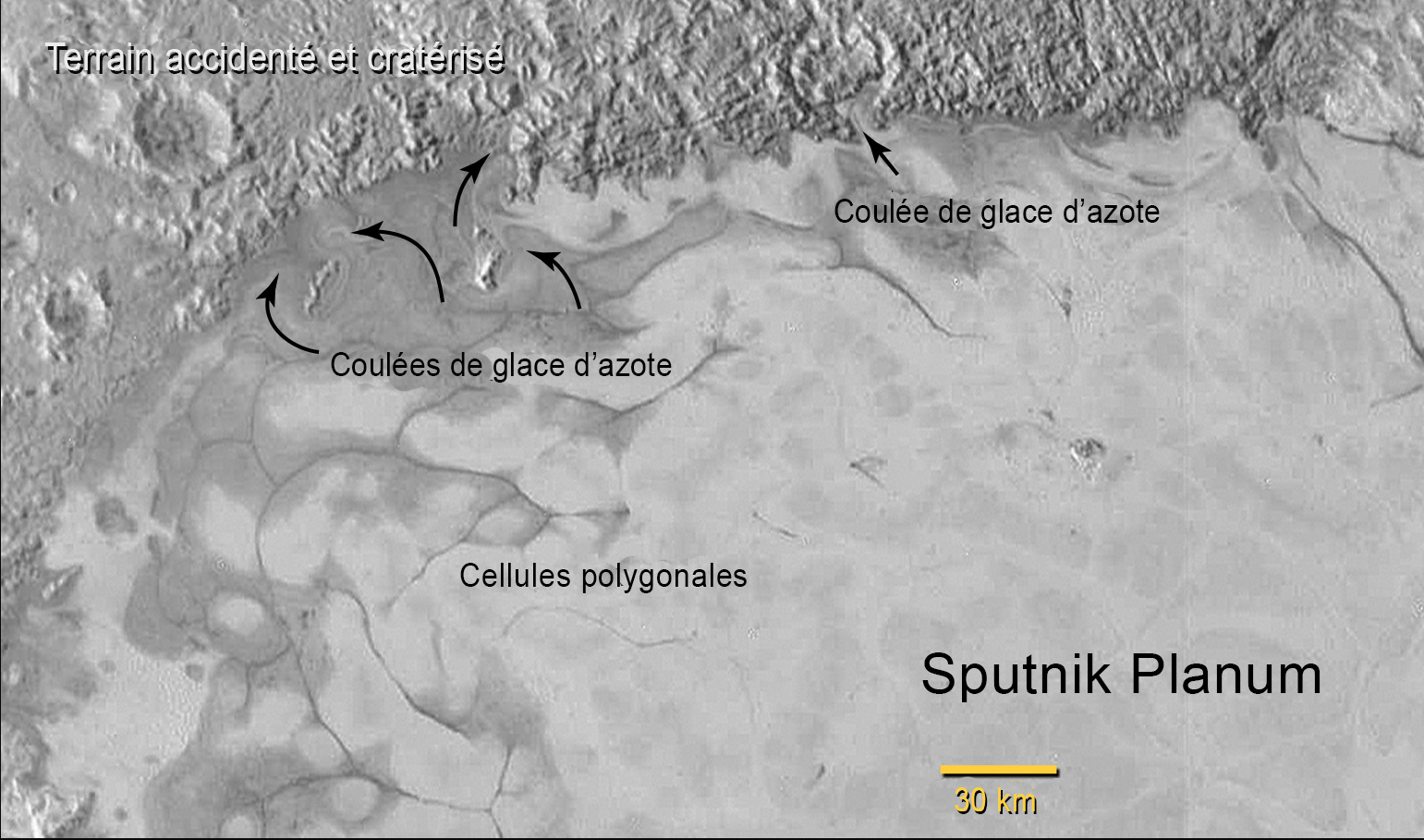
Photographie annotée de la plaine Spoutnik, montrant des cellules polygonales.

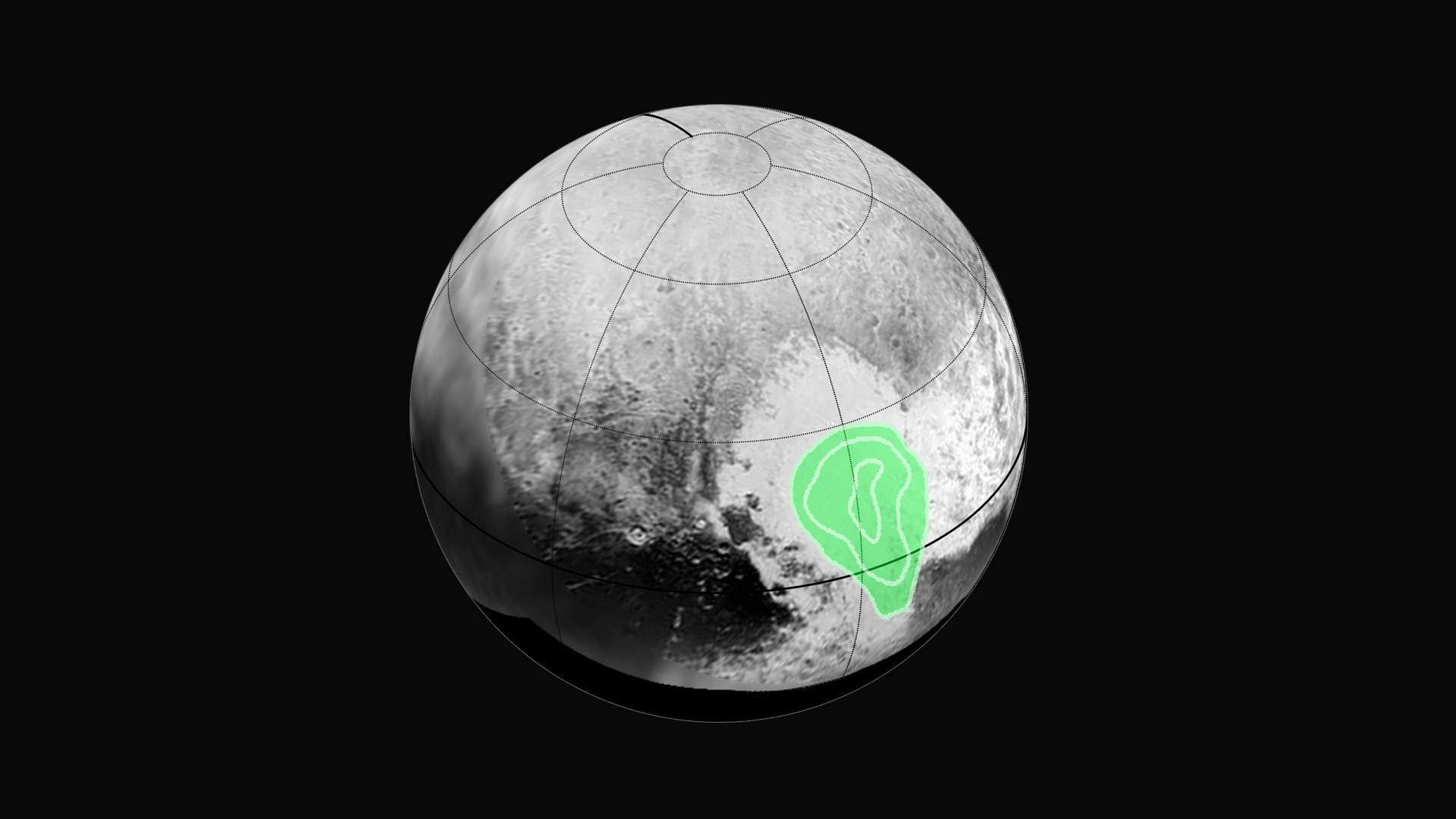
Localisation du monoxyde de carbone (en vert), à la surface de la plaine Spoutnik.

La plaine Spoutnik semble être composée de glaces moins volatiles que le substrat de glace d'eau, incluant de la glace de monoxyde de carbone. Une structure formée de polygones est visible ainsi que des séries de trous de quelques dizaines de mètres de profondeur.

### Montagnes de glace d'eau
Des montagnes culminant à plusieurs kilomètres sont présentes à proximité de la plaine Spoutnik. Elles sont probablement constituées d'une base de glace d'eau recouverte de glace d'azote,.

### Cryovolcanisme

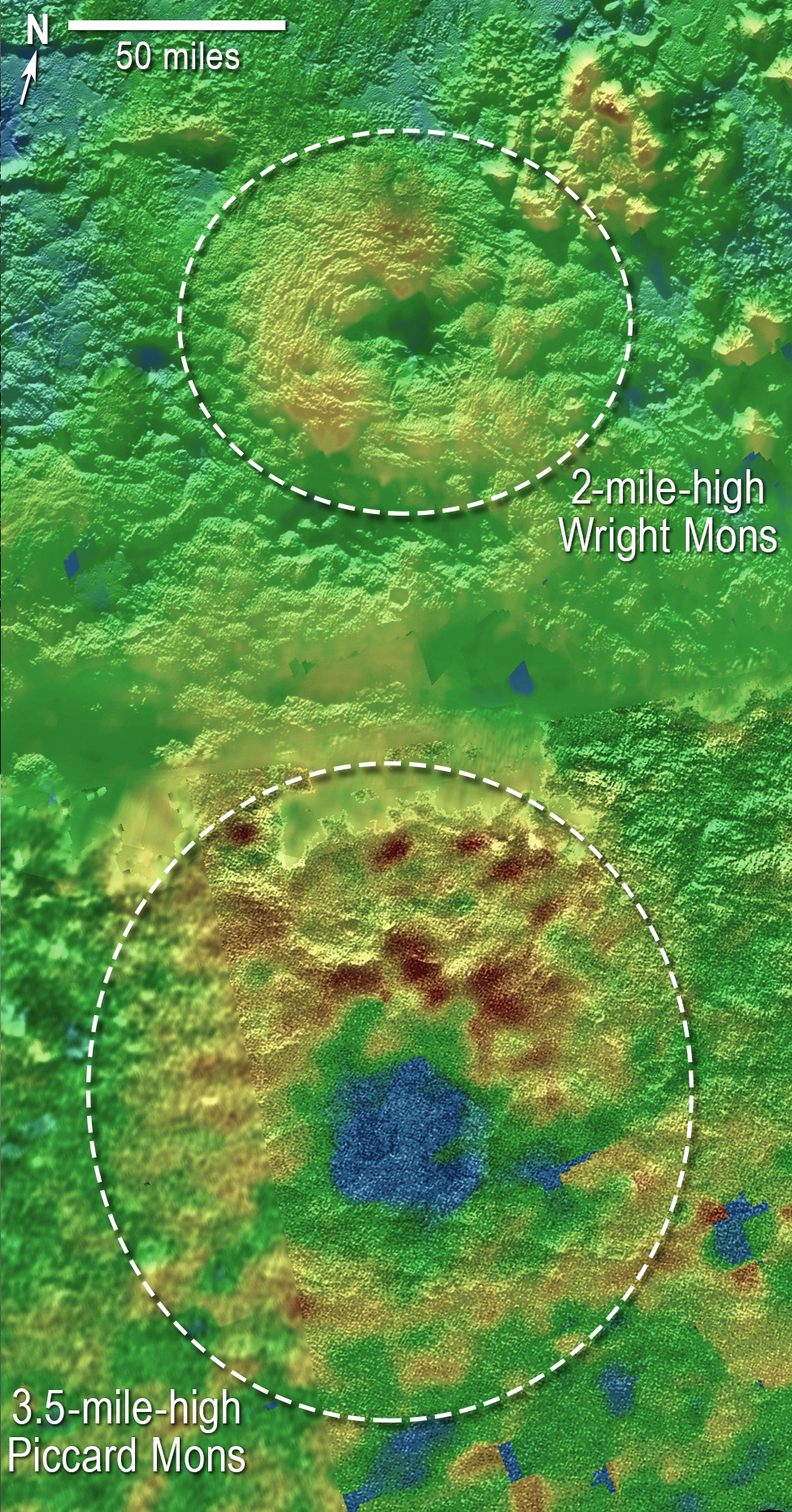
Carte topographique (hautes altitudes en brun, basses altitudes en bleu et altitudes moyennes en vert) d'une partie de la plaine Spoutnik, révélant deux structures pouvant être des cryovolcans (Wright Mons et Piccard Mons).

La plaine Spoutnik abrite deux montagnes abritant chacune en leur centre une dépression et qui pourraient être des cryovolcans.

## Intérieur
Pluton a une masse volumique comprise entre 1,8 g cm−3 et 2,1 g cm−3.